# Seznam dílů seriálu Taneční akademie
Toto je seznam dílů seriálu Taneční akademie.

## Přehled řad
| Řada | Díly | Premiéra v Austrálii | Premiéra v Austrálii | Premiéra v ČR     | Premiéra v ČR     |
| Řada | Díly | První díl            | Poslední díl         | První díl         | Poslední díl      |
| ---- | ---- | -------------------- | -------------------- | ----------------- | ----------------- |
| 1    | 26   | 31. května 2010      | 5. července 2010     | 30. června 2014   | 25. července 2014 |
| 2    | 26   | 12. března 2012      | 24. dubna 2012       | 26. července 2014 | 20. srpna 2014    |
| 3    | 13   | 8. července 2013     | 30. září 2013        | 21. srpna 2014    | 31. srpna 2014    |

## Seznam dílů

### První řada (2010)
| Č. v seriálu | Č. v řadě | Původní název               | Český název                 | Scénář           | Premiéra v Austrálii | Premiéra v ČR     |
| ------------ | --------- | --------------------------- | --------------------------- | ---------------- | -------------------- | ----------------- |
| 1            | 1         | Learning to Fly, Part 1     | Učím se létat               | Samantha Strauss | 31. května 2010      | 30. června 2014   |
| 2            | 2         | Week Zero                   | Týden nula                  | Samantha Strauss | 1. června 2010       | 1. července 2014  |
| 3            | 3         | Behind Barres               | Tanec za mřížemi            | Sam Carroll      | 2. června 2010       | 2. července 2014  |
| 4            | 4         | Minefield                   | V minovém poli              | David Ogilvy     | 3. června 2010       | 3. července 2014  |
| 5            | 5         | Real Men Don't Dance        | Opravdoví chlapi netančí    | Michael Miller   | 4. června 2010       | 4. července 2014  |
| 6            | 6         | Perfection                  | Dokonalost                  | Samantha Strauss | 7. června 2010       | 5. července 2014  |
| 7            | 7         | Crush Test Dummies          | Když se srdce zblázní       | Deborah Parsons  | 8. června 2010       | 6. července 2014  |
| 8            | 8         | Growing Pains               | Růstové bolesti             | Sarah Lambert    | 9. června 2010       | 7. července 2014  |
| 9            | 9         | Heartbeat                   | Dej mi znamení              | Matt Ford        | 10. června 2010      | 8. července 2014  |
| 10           | 10        | Through the Looking Glass   | Za zrcadlem                 | David Hannam     | 11. června 2010      | 9. července 2014  |
| 11           | 11        | One Perfect Day             | Prima den                   | Max Dann         | 14. června 2010      | 10. července 2014 |
| 12           | 12        | Pressure                    | Pod tlakem                  | Samantha Strauss | 15. června 2010      | 11. července 2014 |
| 13           | 13        | Family                      | Rodina                      | Samantha Strauss | 16. června 2010      | 12. července 2014 |
| 14           | 14        | Turning Pointes             | Na špičkách                 | Greg Waters      | 17. června 2010      | 13. července 2014 |
| 15           | 15        | My Life En Pointe           | Můj život en pointe         | Sam Carroll      | 18. června 2010      | 14. července 2014 |
| 16           | 16        | Free Falling                | Všechno pod kontrolou       | Samantha Strauss | 21. června 2010      | 15. července 2014 |
| 17           | 17        | A Midsummer's Night's Dream | Před úsvitem                | Samantha Strauss | 22. června 2010      | 16. července 2014 |
| 18           | 18        | Betty Bunheads              | Opravdová baletka           | Alicia Walsh     | 23. června 2010      | 17. července 2014 |
| 19           | 19        | Fairest and Best            | Nejčestnější a nejlepší     | David Hannam     | 24. června 2010      | 18. července 2014 |
| 20           | 20        | Ballet Fever                | Baletní horečka             | Ellie Beaumont   | 25. června 2010      | 19. července 2014 |
| 21           | 21        | FOMO: Fear of Missing Out   | Strach z prošvihnutí        | Samantha Strauss | 28. června 2010      | 20. července 2014 |
| 22           | 22        | Flight or Fight Response    | Útěk nebo boj               | Liz Doran        | 29. června 2010      | 21. července 2014 |
| 23           | 23        | BFF: Best Friends Forever   | Kamarádi na život a na smrt | Samantha Strauss | 30. června 2010      | 22. července 2014 |
| 24           | 24        | Heatwave                    | Vlna veder                  | David Hannam     | 1. července 2010     | 23. července 2014 |
| 25           | 25        | The Deep End                | Na dně                      | Greg Waters      | 2. července 2010     | 24. července 2014 |
| 26           | 26        | Learning to Fly, Part 2     | Učím se létat, část druhá   | Samantha Strauss | 5. července 2010     | 25. července 2014 |

### Druhá řada (2012)
| Č. v seriálu | Č. v řadě | Původní název                    | Český název              | Scénář                         | Premiéra v Austrálii | Premiéra v ČR     |
| ------------ | --------- | -------------------------------- | ------------------------ | ------------------------------ | -------------------- | ----------------- |
| 27           | 1         | In the Middle, Somewhat Elevated | Od začátku               | Samantha Strauss               | 12. března 2012      | 26. července 2014 |
| 28           | 2         | Dreamlife                        | Vysněný život            | Liz Doran                      | 13. března 2012      | 27. července 2014 |
| 29           | 3         | Faux Pas de Deux                 | Znovu nová               | Greg Waters                    | 14. března 2012      | 28. července 2014 |
| 30           | 4         | Legends                          | Legendy                  | Keith Thompson                 | 15. března 2012      | 29. července 2014 |
| 31           | 5         | Showcase                         | Exhibice                 | Keith Thompson                 | 19. března 2012      | 30. července 2014 |
| 32           | 6         | Like No One's Watching           | Jako by se nikdo nedíval | Emily Ballou                   | 20. března 2012      | 31. července 2014 |
| 33           | 7         | A Choreographed Life             | Život podle choreografie | Kirsty Fisher                  | 21. března 2012      | 1. srpna 2014     |
| 34           | 8         | Connectivity                     | Spojení                  | Samantha Strauss               | 22. března 2012      | 2. srpna 2014     |
| 35           | 9         | The Break                        | Pololetí                 | Josh Mapleston                 | 26. března 2012      | 3. srpna 2014     |
| 36           | 10        | A Good Life                      | Dobrý život              | Roger Monk, Samantha Strauss   | 27. března 2012      | 4. srpna 2014     |
| 37           | 11        | Self Sabotage                    | Sabotáž sebe sama        | Shanti Gudgeon                 | 28. března 2012      | 5. srpna 2014     |
| 38           | 12        | Breaking Pointe                  | Bod zlomu                | Samantha Strauss               | 29. března 2012      | 6. srpna 2014     |
| 39           | 13        | Backstab                         | Bodnutí do zad           | Samantha Strauss               | 2. dubna 2012        | 7. srpna 2014     |
| 40           | 14        | Rescue Mission                   | Záchranná mise           | Samantha Strauss               | 3. dubna 2012        | 8. srpna 2014     |
| 41           | 15        | Moving On                        | Jdu dál                  | David Hannam                   | 4. dubna 2012        | 9. srpna 2014     |
| 42           | 16        | Origins                          | Kořeny                   | Melina Marchetta               | 5. dubna 2012        | 10. srpna 2014    |
| 43           | 17        | Love and War                     | Láska a válka            | Emily Ballou                   | 9. dubna 2012        | 11. srpna 2014    |
| 44           | 18        | Catch Me If I Fall               | Chyť mě, když padám      | Alicia Walsh, Samantha Strauss | 10. dubna 2012       | 12. srpna 2014    |
| 45           | 19        | The Naturals                     | Přirozený talent         | Kirsty Fisher                  | 11. dubna 2012       | 13. srpna 2014    |
| 46           | 20        | Tick, Question Mark, Cross       | Fajfka, otazník, křížek  | Sarah Lambert                  | 12. dubna 2012       | 14. srpna 2014    |
| 47           | 21        | Ladder Theory                    | Teorie žebříčků          | Holly Phillips                 | 16. dubna 2012       | 15. srpna 2014    |
| 48           | 22        | Win or Lose                      | Výhra nebo prohra        | Josh Mapleston                 | 17. dubna 2012       | 16. srpna 2014    |
| 49           | 23        | Love It or Fight It              | Miluj nebo bojuj         | Courtney Wise                  | 18. dubna 2012       | 17. srpna 2014    |
| 50           | 24        | The Prix de Fonteyn              | Prix de Fonteyn          | Liz Doran                      | 19. dubna 2012       | 18. srpna 2014    |
| 51           | 25        | The Second                       | Vteřina                  | Samantha Strauss               | 23. dubna 2012       | 19. srpna 2014    |
| 52           | 26        | The Red Shoes                    | Červené střevíčky        | Samantha Strauss               | 24. dubna 2012       | 20. srpna 2014    |

### Třetí řada (2013)
| Č. v seriálu | Č. v řadě | Původní název             | Český název           | Scénář           | Premiéra v Austrálii | Premiéra v ČR  |
| ------------ | --------- | ------------------------- | --------------------- | ---------------- | -------------------- | -------------- |
| 53           | 1         | Glue                      | Lepidlo               | Samantha Strauss | 8. července 2013     | 21. srpna 2014 |
| 54           | 2         | New Rules                 | Nová pravidla         | Josh Mapleston   | 15. července 2013    | 22. srpna 2014 |
| 55           | 3         | Second Chances            | Druhé šance           | Liz Doran        | 22. července 2013    | 23. srpna 2014 |
| 56           | 4         | Short Cut Clause          | Filmové střihy        | Kirsty Fisher    | 29. července 2013    | 24. srpna 2014 |
| 57           | 5         | Negative Patterns         | Vzorce                | Samantha Strauss | 5. srpna 2013        | 25. srpna 2014 |
| 58           | 6         | Fake It Until You Make It | Romeo a Julie         | Greg Waters      | 12. srpna 2013       | 26. srpna 2014 |
| 59           | 7         | Graceland                 | Graceland             | Kirsty Fisher    | 19. srpna 2013       | 27. srpna 2014 |
| 60           | 8         | Traveling Light           | Cestovat nalehko      | Melina Marchetta | 26. srpna 2013       | 28. srpna 2014 |
| 61           | 9         | Don't Let Me Down Gently  | Nemusíš mě šetřit     | Courtney Wise    | 2. září 2013         | 29. srpna 2014 |
| 62           | 10        | N'Fektd                   | Infekce               | Liz Doran        | 9. září 2013         | 30. srpna 2014 |
| 63           | 11        | Start of an Era           | Co dál?               | Josh Mapleston   | 16. září 2013        | 30. srpna 2014 |
| 64           | 12        | The Perfect Storm         | Dokonalá bouře        | Samantha Strauss | 23. září 2013        | 31. srpna 2014 |
| 65           | 13        | Not for Nothing           | Všechno má svůj smysl | Samantha Strauss | 30. září 2013        | 31. srpna 2014 |